# 格朗库尔 (瑞士)
格朗库尔（法語：Grandcour）是瑞士联邦西部法语区的沃州下设的一个镇。在行政上属于布罗瓦-维利区管辖。格朗库尔的总面积为10.21平方公里。截至2010年底，总人口为762。

## 地理
格朗库尔位于纳沙泰尔湖东南，隔舍夫鲁与湖相望。